# Gampelen
Gampelen (Frans: Champion) is een gemeente en plaats in het Zwitserse kanton Bern, en maakt deel uit van het district Seeland.
Gampelen telt 802 inwoners.